# Crmnica (rijeka)
Crmnica je rječica u Crnoj Gori.
Izvire pod Sutormanom (945 m); do polovine toka teče k sjeverozapadu, zatim prema sjeveru-sjeveroistoku, a uzvodno od ušća u Skadarsko jezero, kod Virpazara skreće u pravac istoka. S lijeve strane prima kao pritoke Limsku rijeku i Oraošticu. Dužina toka je 14 km, a površina slijeva 62,5 km².